# HACE1
O domínio HECT e a repetição de anquirina contendo a proteína E3 ubiquitina ligase 1 é uma proteína que em humanos é codificada pelo gene HACE1.

## Função
Este gene codifica um domínio HECT e ubiquitina ligase contendo repetição de anquirina. A proteína codificada está envolvida na marcação específica de proteínas alvo, levando à sua localização subcelular ou degradação proteassomal. A proteína é um supressor de tumor potencial e está envolvida na fisiopatologia de vários tumores, incluindo o Tumor de Wilms.